# Fujiwara no Morotada
Fujiwara no Morotada (藤原師尹?   24 de julio de 920-1 de diciembre de 969) fue un kugyō (cortesano japonés de alta categoría) y estadista que vivió a mediados de la era Heian. Perteneció al clan Fujiwara y fue el quinto hijo de Fujiwara no Tadahira.

## Biografía
Ingresó a la corte imperial en 932 con el rango jugoi inferior, y en 935 fue nombrado como shōden y chambelán. En 937 ascendió al rango jugoi superior y en 941 al rango shōgoi inferior. Fue nombrado uchūben y ascendido al rango jushii inferior en 942. Para el 944 fue nombrado kurōdo no tō y en 946 como sangi (consejero), nombrado gobernador de la provincia de Bizen y ascendió al rango jushii superior.
En 948 asumió el cargo de gonchūnagon y ascendió al rango jusanmi. En 951 ascendió a chūnagon y subió al rango shōsanmi en 956. Hacia el 957 asumió el cargo de sakonoe no daishō. En 960 fue ascendido a gondainagon y en 963 asumió el cargo de azechi. Luego asumiría el cargo de dainagon y ascendería al rango junii en 966 y luego a shōnii en 967.
Con la muerte del Emperador Murakami y el ascenso del Emperador Reizei en 967, Morotada y su hermano Saneyori, junto con Minamoto no Takaakira, toman los principales puestos dentro del kugyō. Hacia el 968 tomó el cargo de udaijin y en 969 ascendió a sadaijin, cargo que mantendría unos meses hasta su muerte. Póstumamente fue ascendido al rango shōichii, el más alto dentro de la corte imperial.
Tuvo como hijos a Fujiwara no Sadatoki, Fujiwara no Naritoki y Fujiwara no Hōshi (consorte del Emperador Murakami).